# ビム・ヤンセン
ヴィルヘルム・マリヌス・アントニウス・ヤンセン（Wilhelm Marinus Anthonius Jansen、1946年10月28日 - 2022年1月25日）は、オランダ・ロッテルダム出身 の元同国代表サッカー選手、サッカー指導者。

## 来歴

### 現役時代
1974年リヌス・ミケルスに率いられたオランダ代表でトータルフットボールを体現した一人。
現役時代は守備的なミッドフィールダー、あるいはリベロとして活躍した。
1965年、地元のクラブであるエールディヴィジのフェイエノールトと契約しMFとしてヴィレム・ファン・ハネヘムやフランツ・ハジルらとプレー、4度のリーグ・1度のKNVBカップ優勝、1969年-1970年シーズンのチャンピオンズカップ、1970年インターコンチネンタルカップ、1973年-1974年シーズンのUEFAカップ制覇に貢献した。
また代表では、1967年10月4日欧州選手権予選デンマーク代表戦(コペンハーゲン)で代表デビュー、以来65試合に出場。1974 FIFAワールドカップと1978 FIFAワールドカップの2度のW杯決勝進出に貢献した。
1980年、北米サッカーリーグのワシントン・ディプロマッツへ移籍、ヨハン・クライフらとプレーしている。同年12月にはオランダに戻りアヤックス・アムステルダムでプレーし1度のリーグ優勝に貢献し1982年に引退した。

### 引退後
引退後はフェイエノールトに戻り指導者として、1987年からベルギー1部のK.S.C.ロケレン監督として活躍。その後エールステ・ディヴィジのスヒーダムVV（現在のFCドルトレヒト）でテクニカルディレクターに就任した。
1990年から1993年まで古巣フェイエノールトでテクニカルディレクターを務めた。その期間中、1991年成績不振によるギュンター・ベングソン監督解任、1992年ハンス・ドルジ監督の体調不良に伴い、2度暫定でフェイエノールト監督を務めている。1992年KNVBカップ優勝監督。
1994年、レオ・ベーンハッカー監督の下、サウジアラビア代表アシスタントコーチとして活躍した。
1995年、ハンス・オフトの紹介 でJリーグ・サンフレッチェ広島監督に就任する。前年サントリーステージで優勝し4-4-2で戦っていたチームを、オランダ型3-4-3に変えトータルフットボールを目指すものの、あまりにも戦術を変えすぎたためチームが付いていかずリーグ戦では低迷した。が、天皇杯では面目躍如し、2年連続で決勝へ進出させている。
1997年、スコティッシュ・プレミアリーグのセルティック監督に就任。ライバルチームであるグラスゴー・レンジャーズFCの10連覇を阻み、セルティックに久しぶりにリーグ戦優勝をもたらした。同年スコットランド最優秀監督賞に輝く。しかしファーガス・マッキャン球団取締役との軋轢により1シーズンで同チームを退団する。
2002年、ハンス・オフトがJリーグ・浦和レッドダイヤモンズ監督に就任したのに伴いアシスタントコーチを務めた。
その後はオランダに戻り2005年からフェイエノールトでテクニカルアドバイザーを務めている。2008年にヘルトヤン・フェルベーク監督就任に伴い、アシスタントコーチを兼務する も、チーム成績悪化からフェルベークは解任されるとテクニカル・ディレクターのピーター・ボスと共に連帯で辞任した。
2011年8月、その経験を買われフェイエノールトの育成スーパーバイザーとして復帰した。
2021年10月に発行された自著内で認知症であることを公表。
2022年1月25日、死去。75歳没。訃報は同日、フェイエノールトの公式ホームページ上で発表された。

## 代表歴

### 試合数
- 国際Aマッチ 65試合 1得点（1967年-1980年）[16]

| オランダ代表 | 国際Aマッチ | 国際Aマッチ |
| 年           | 出場        | 得点        |
| ------------ | ----------- | ----------- |
| 1967         | 3           | 0           |
| 1968         | 5           | 1           |
| 1969         | 3           | 0           |
| 1970         | 5           | 0           |
| 1971         | 5           | 0           |
| 1972         | 1           | 0           |
| 1973         | 1           | 0           |
| 1974         | 11          | 0           |
| 1975         | 4           | 0           |
| 1976         | 5           | 0           |
| 1977         | 4           | 0           |
| 1978         | 12          | 0           |
| 1979         | 5           | 0           |
| 1980         | 1           | 0           |
| 通算         | 65          | 1           |

## 監督成績
| 年度   | 所属リーグ | 大会名 | 試合数 | 勝点 | 勝利 | 引分 | 敗戦 | 順位 | チーム             |
| ------ | ---------- | ------ | ------ | ---- | ---- | ---- | ---- | ---- | ------------------ |
| 1995年 | J          | 1st    | 26     | 39   | 13   | -    | 13   | 10位 | サンフレッチェ広島 |
| 1995年 | J          | 2nd    | 26     | 28   | 9    | -    | 17   | 12位 | サンフレッチェ広島 |
| 1996年 | J          | 年間   | 30     | 30   | 10   | -    | 20   | 14位 | サンフレッチェ広島 |

## タイトル

### 選手時代
フェイエノールト
- エールディヴィジ：4回（1964-65、1968-69、1970-71、1973-74）
- KNVBカップ：1回（1968-69）
- UEFAチャンピオンズカップ：1回（1969-70）
- インターコンチネンタルカップ：1回（1970）
- UEFAカップ：1回（1973-74）

アヤックス・アムステルダム
- エールディヴィジ：1回（1981-82）

### 指導者時代
フェイエノールト
- KNVBカップ：2回（1990-91、1991-92）

セルティックFC
- スコティッシュ・フットボールリーグ・プレミア・ディビジョン：1回（1997-98）
- スコティッシュリーグカップ：1回（1997-98）

個人
- SFWA年間最優秀監督：1回（1997-98）

## ギャラリー

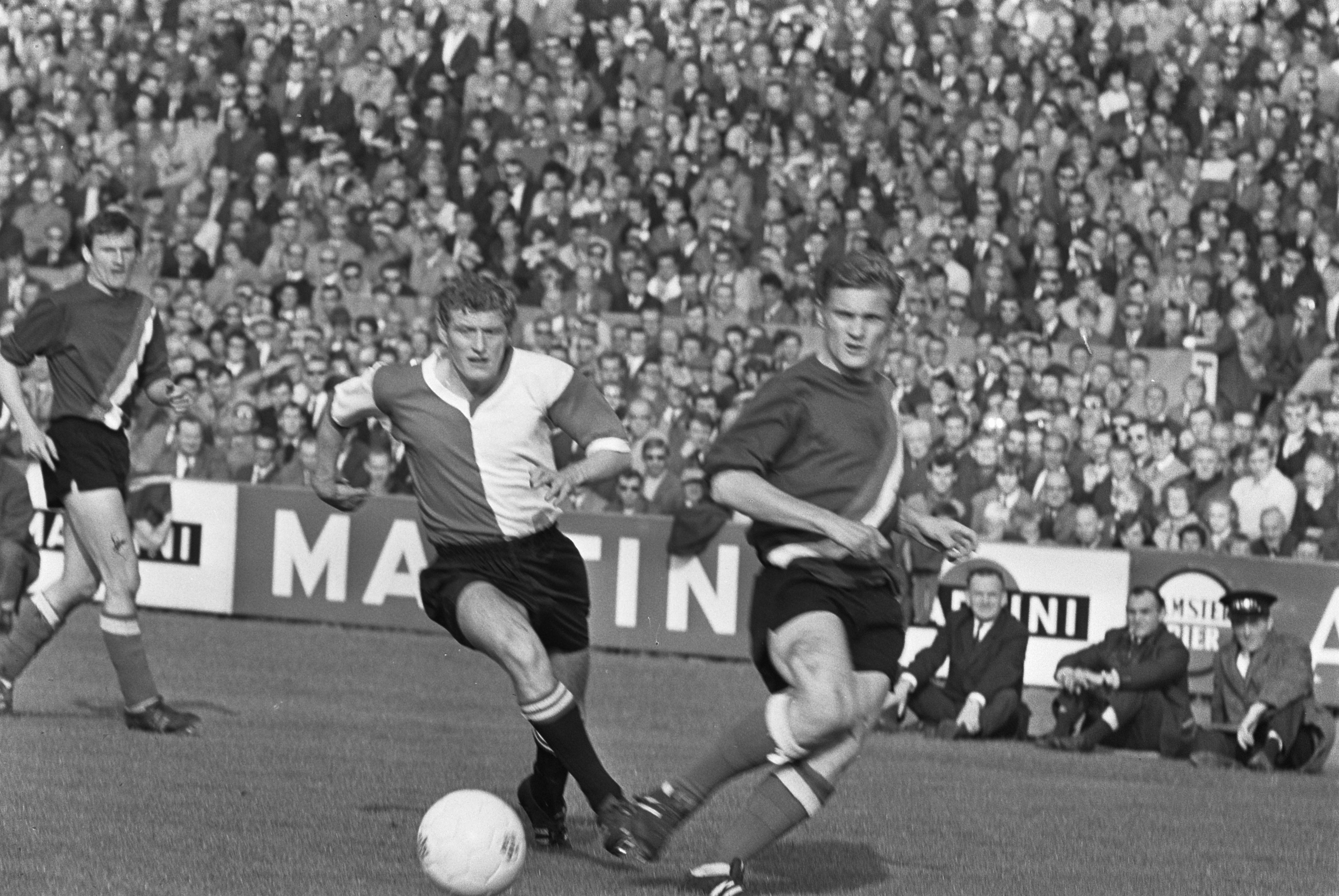
1968年フェイエノールト時代のヤンセン（左側）
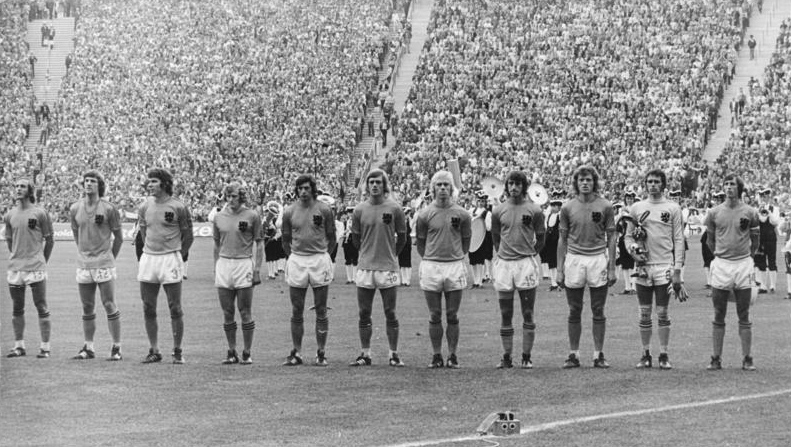
1974年W杯決勝時のオランダイレブン。左から4番目がヤンセン。
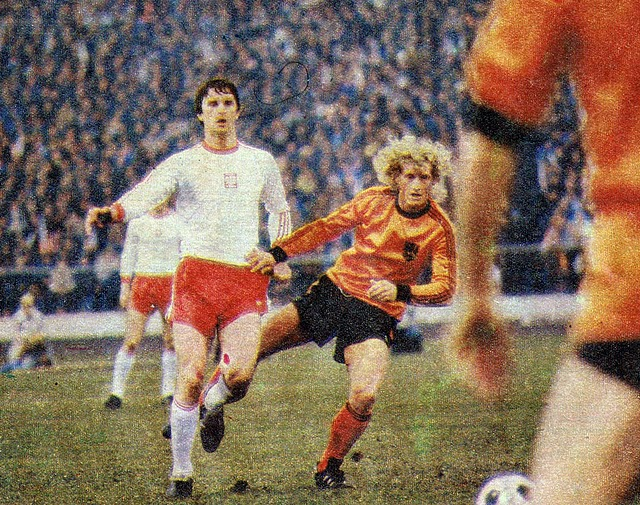
ヤンセンとヴワディスワフ・ジュムダ。
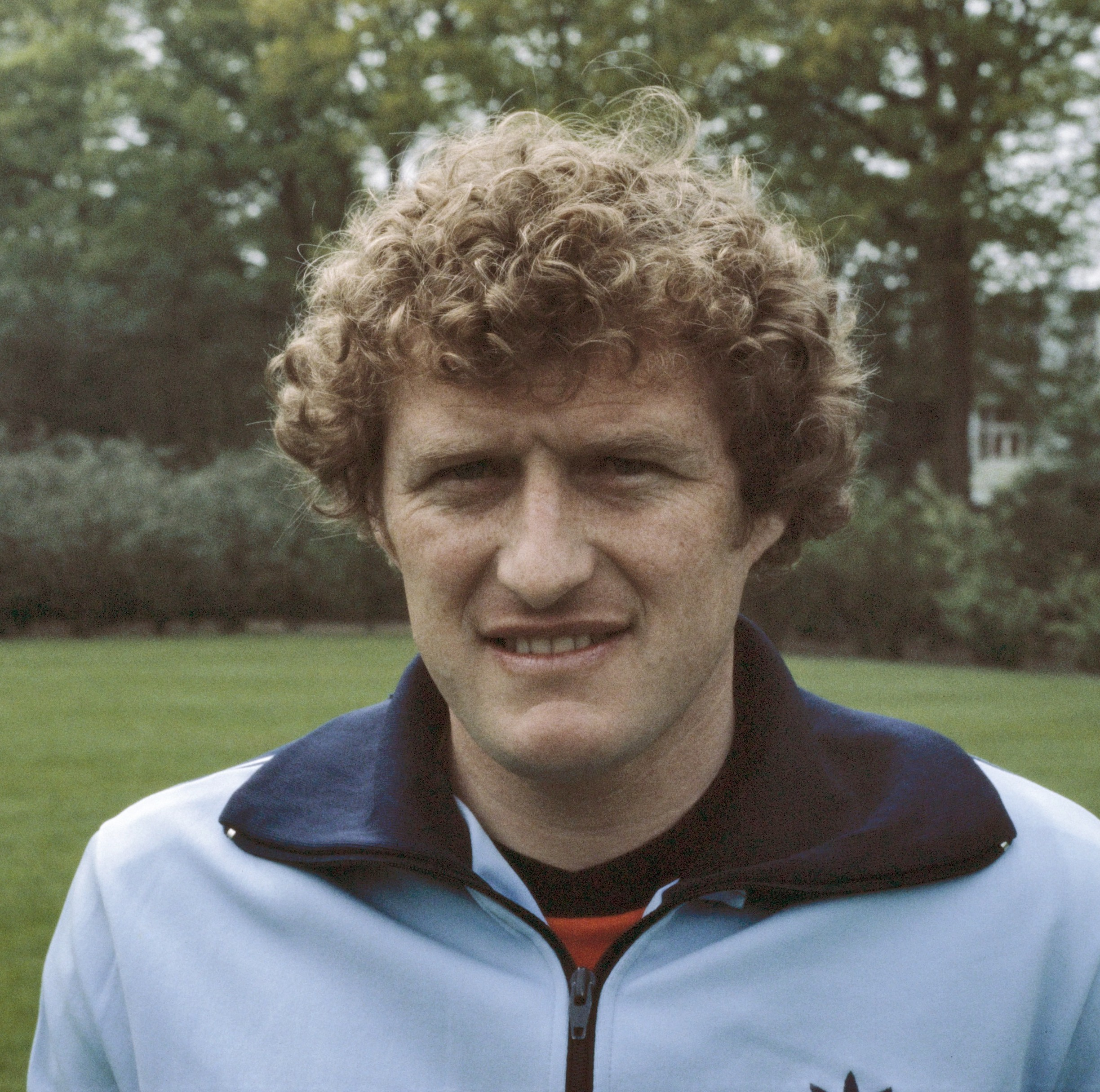
1978年オランダ代表にて
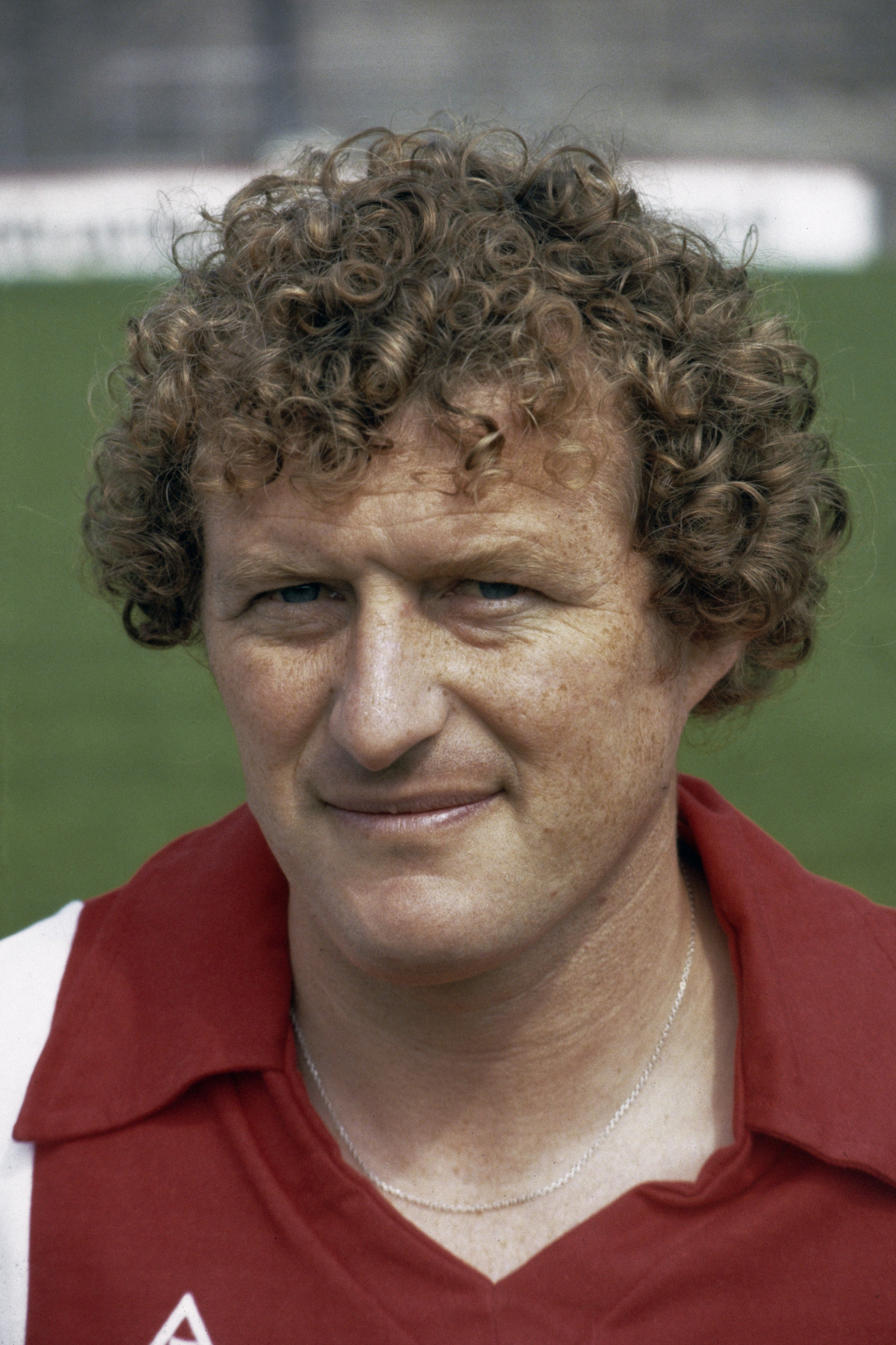
1981年アヤックスにて
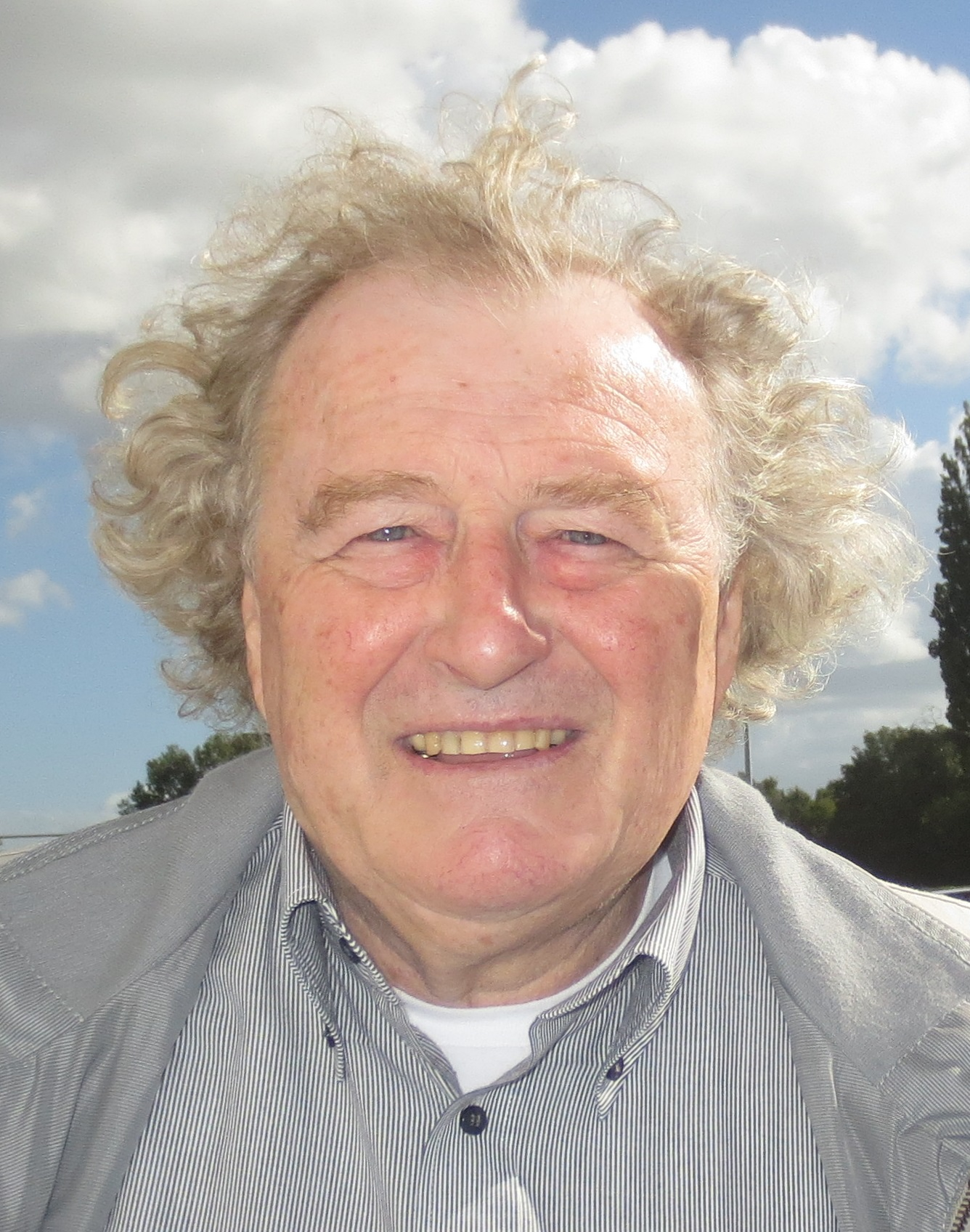
2013年

## 参考資料
- ビム・ヤンセン – FIFA主催大会成績
- Wim Jansen - the RSSSF
- Wim Jansen - national football teams.com
- Wim Jansen - North American Soccer League Jerseys
- Wim Jansen - worldfootball.net
- Jansen ,Wim - celtic wiki
- Wim Jansen - feyenoord online